# 原の辻遺跡
座標: 北緯33度45分34.0秒 東経129度45分11.6秒 / 北緯33.759444度 東経129.753222度
原の辻遺跡（はるのつじいせき）は、長崎県壱岐市芦辺町深江栄触・深江鶴亀触、石田町石田西触にある遺跡。国の特別史跡に指定され、出土品は国の重要文化財に指定されている。

## 概要
壱岐島東部・幡鉾川下流にある、弥生時代前期から古墳時代初期にかけての大規模環濠集落を中心とする遺跡である。『魏志倭人伝』に登場する「一大国」の国都とされている。一大国は一支国の誤記とされるが、誤記ではないとする説も存在する。

## 発掘調査
最初の遺跡発掘は1923年（大正12年）から1926年（大正15年）にかけて、地元の石田尋常高等小学校教諭・松本友雄による小規模なものであった。彼はこの時、弥生土器や石器類を発掘している。

### 戦後の発掘調査
第二次大戦後の1951年（昭和26年）より1961年（昭和36年）の10年間に九学会連合・東亜考古学会により4回にわたる発掘調査が行われた。この結果、居跡や墓地が発掘され、貨泉や大量の鉄器等が出土した。

### 平成期の大規模発掘調査
以後も長崎県教育庁原の辻遺跡調査事務所を中心に調査が継続され、また、現在も調査は継続されている。1993年（平成5年）の大規模な調査で三重の濠を巡らせた大規模な環濠集落、祭祀建物跡が検出された。また、壕の外西北では日本最古の船着き場の跡も発掘された。原の辻の中心部分に当たる。
環濠集落の規模は東西約350メートル、南北約750メートルである。この東側に『魏志倭人伝』に見える卑狗と卑奴母離などの役人の家や役所があったと想像される。壕の外の北、東、東南には墓地が見つかっている。また、遺跡全体の総面積は100ヘクタールにも及ぶ広大なものである。また、集落域は約24haであった。
これらの発掘調査結果から1995年（平成7年）に一支国の国都である可能性を指摘した。
また、弥生時代中期の竪穴建物址から炭化した米、麦が出土している。島の河川流域の低地に水田が広がり、水稲農耕が行われていた。対馬に比較して水稲農耕が広く行われていた。島には貝塚もあり、狩猟獣であるシカ・イノシシのほか、家畜であるウマをはじめ獣骨や魚骨が出土している。
石器では石斧・片刃石斧・石包丁に一部鉄器を交えるが、後期になると石器はほとんど姿を消し、手斧・鎌・刀子など鉄器が豊富になる。なかには鉄器の原材料と想定できる板状のものがあり、これからさまざまな鉄器を造り出した。壱岐島の鉄器は舶載品であると考えられている。

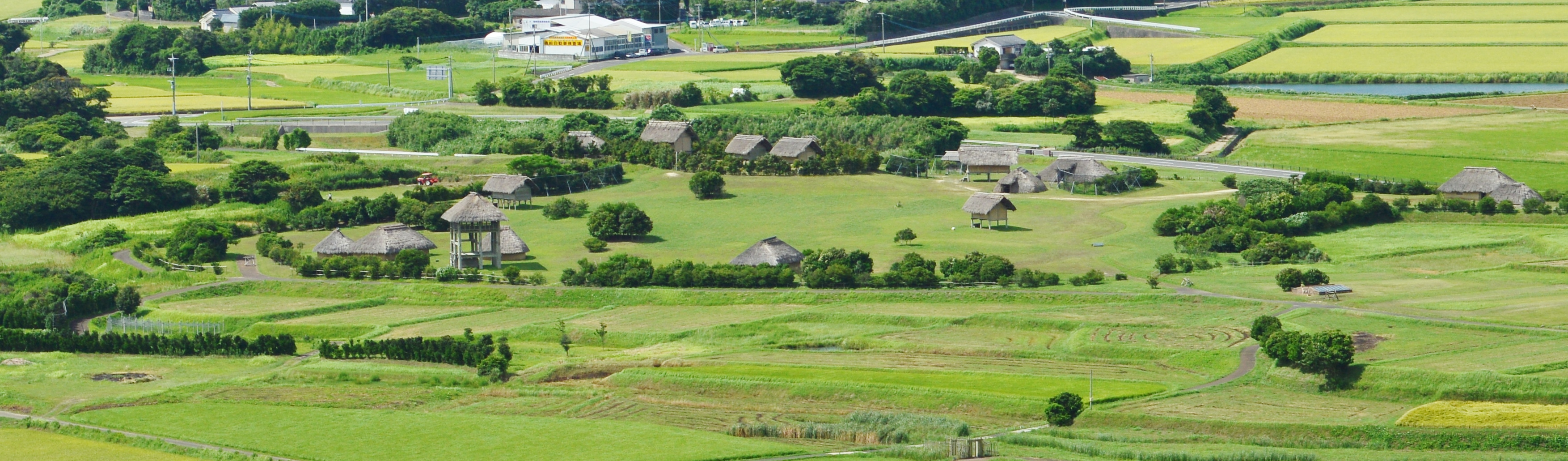
遠景
（壱岐市立一支国博物館より望む）

### 史跡・特別史跡へ
遺跡は1997年（平成9年）に国の史跡に指定された。2000年（平成12年）11月24日には特別史跡となった。史跡公園が計画されているが、遺跡全体の公有化が進んでおらず現在既に発掘された場所は一旦埋め戻されたが、原の辻一支国王都復元公園として再整備されている。公園内には、弥生時代後期の同時期に併存したと目される竪穴建物や高床建物、平地建物（壁建ち建物）などの建物17棟が復元されている。
出土品は壱岐市芦辺町深江鶴亀触にある「壱岐・原の辻展示館」に収蔵されていたが同館は2009年（平成21年）8月31日で閉館され、遺跡の北方に新しく建設された壱岐市立一支国博物館（2010年（平成22年）3月14日開館）に改めて収蔵されている。なお、原の辻ガイダンスには、発掘の歴史や調査の様子が展示されており、さらに勾玉づくりなどの体験、壱岐神楽の見学もできるように整備されている。

## ギャラリー

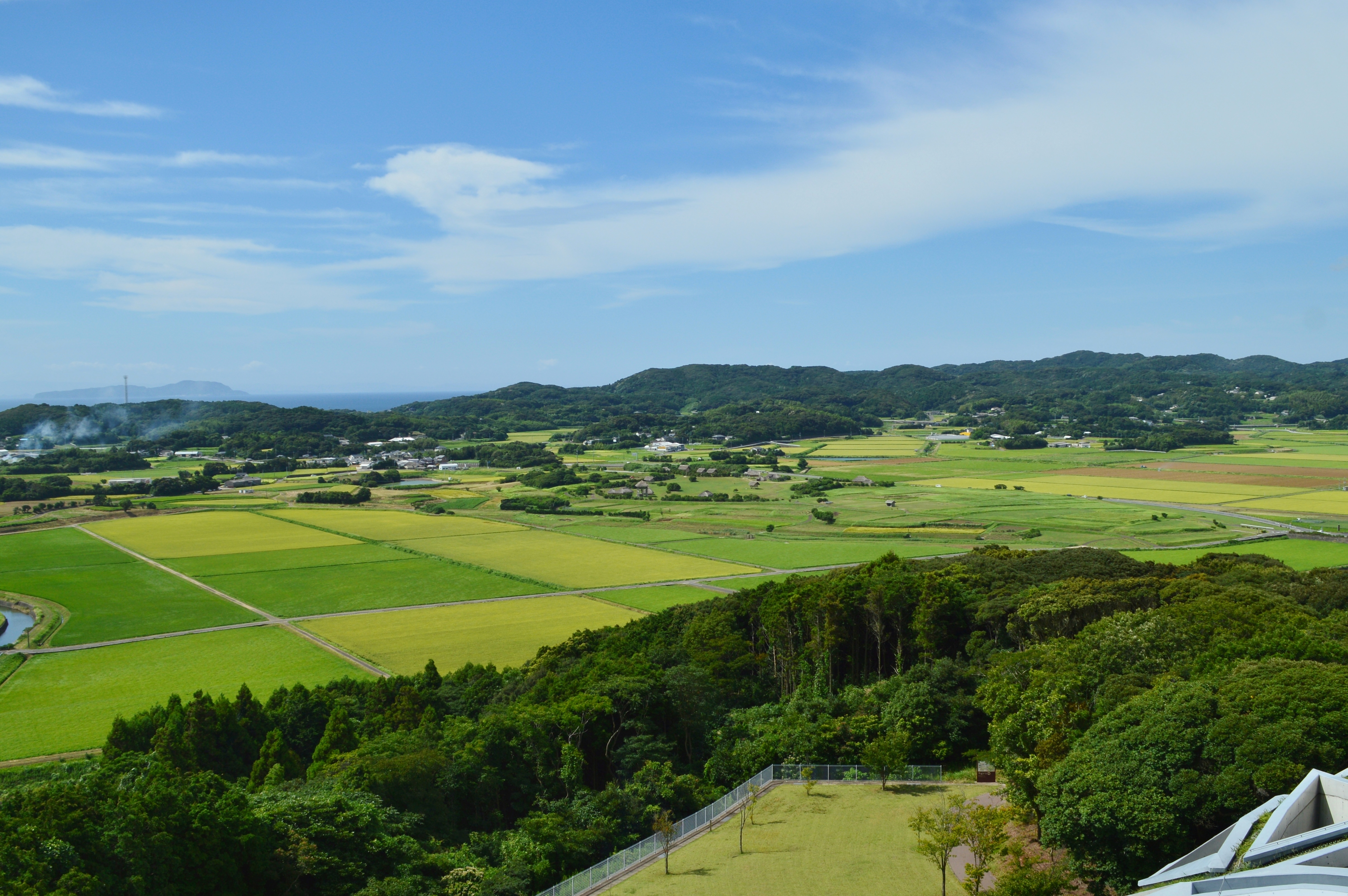
原の辻遺跡（中央部）の位置する深江田原平野
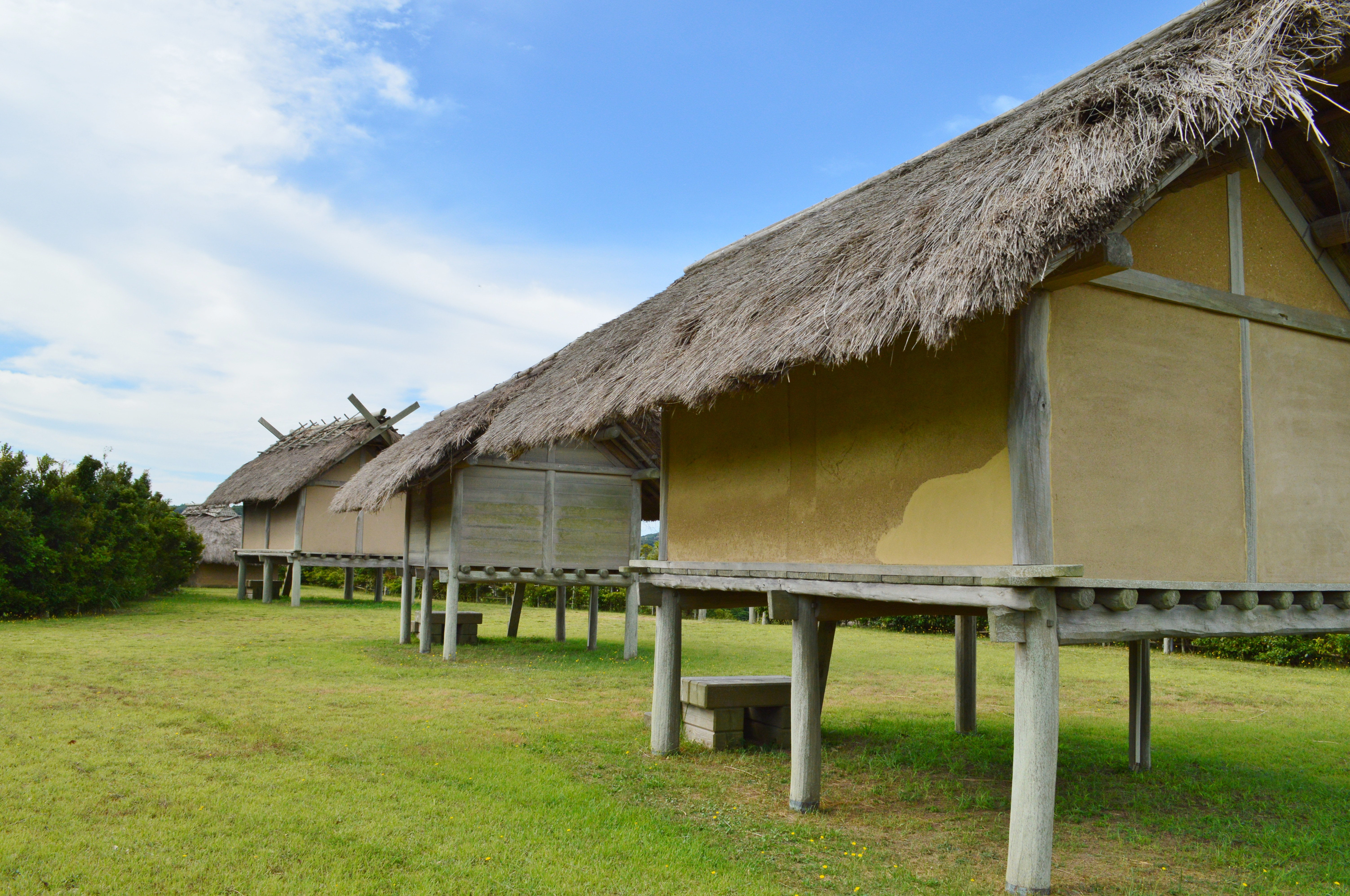
祭儀建物群
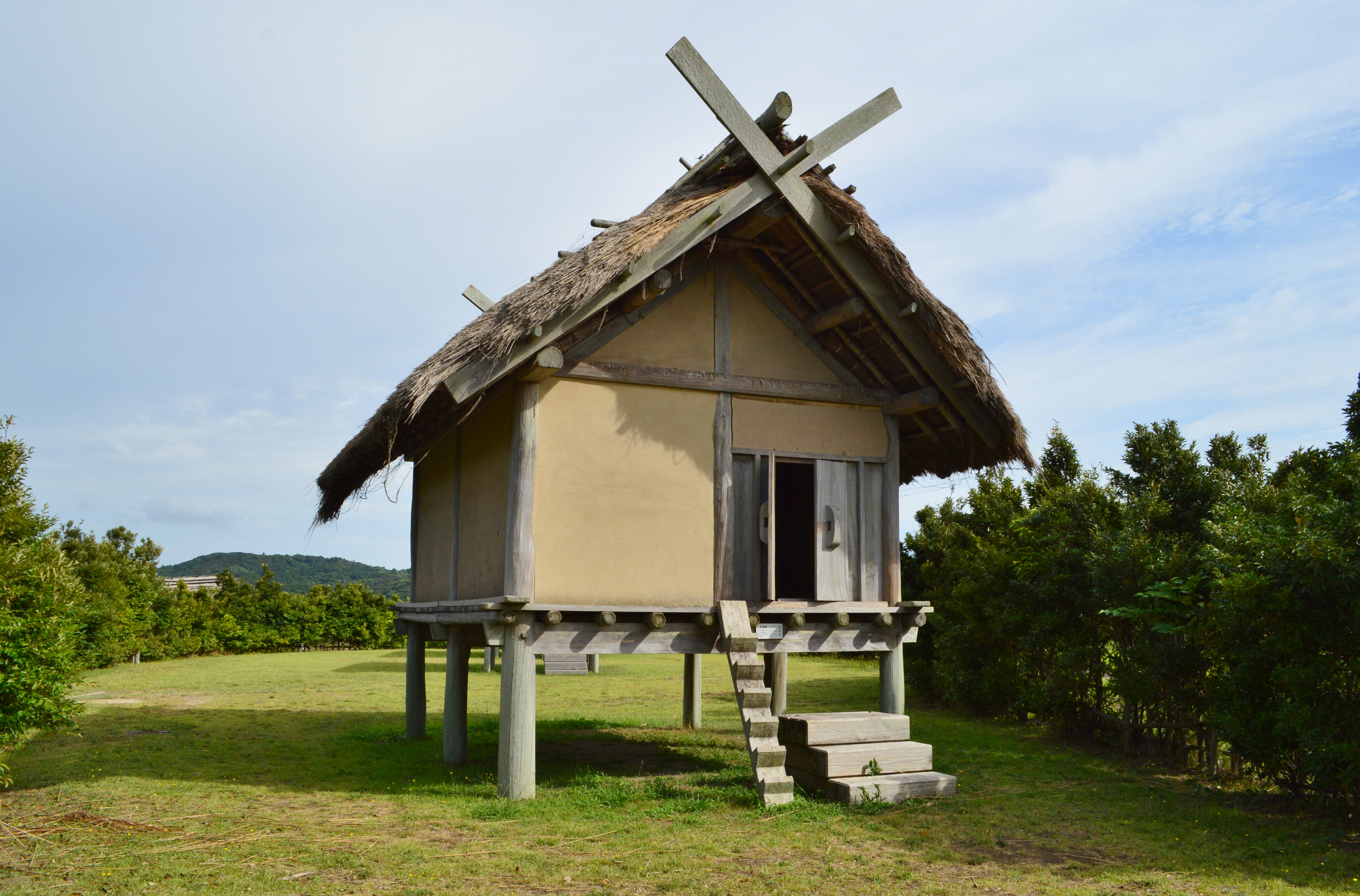
主祭殿
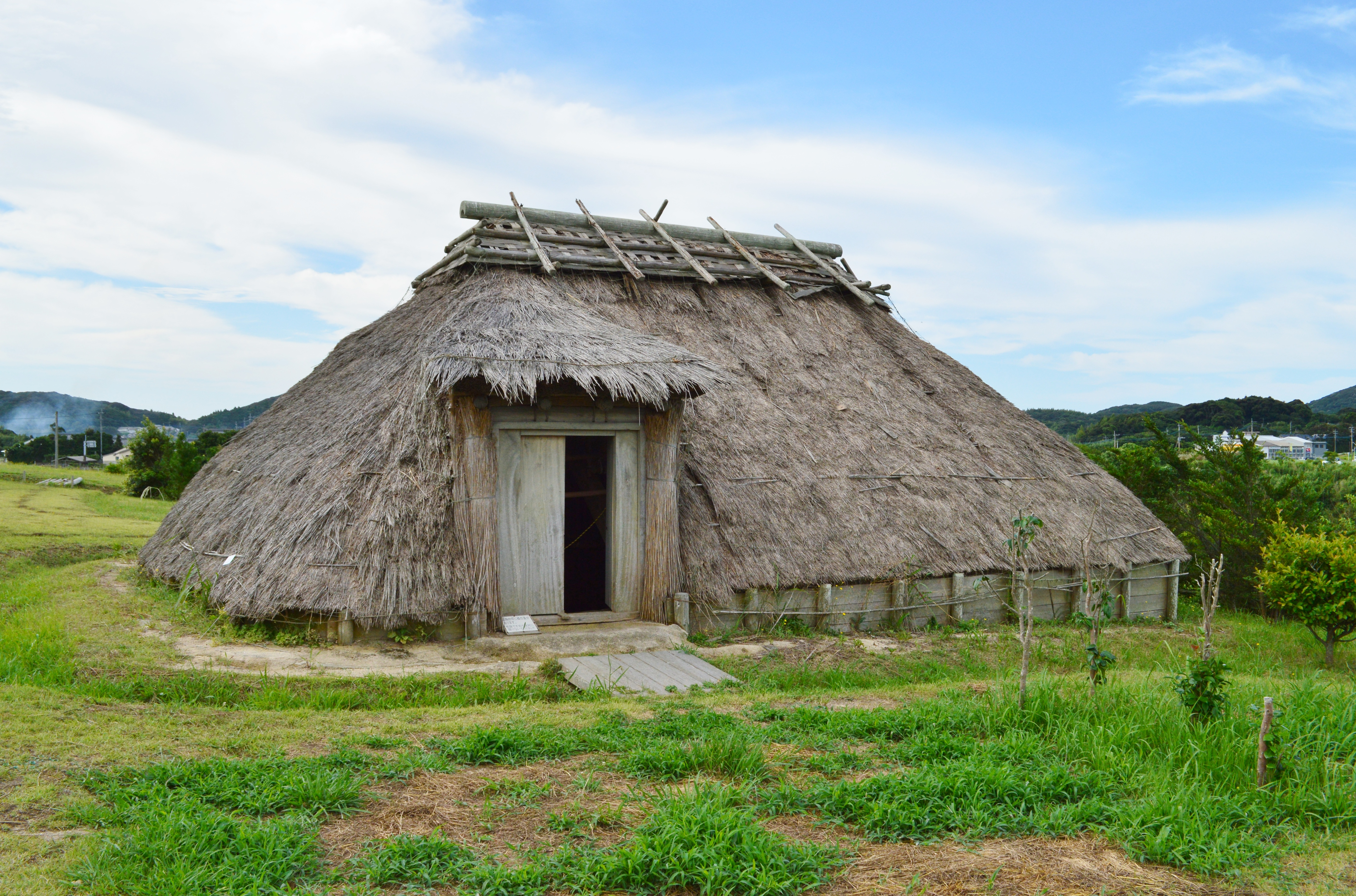
王居館
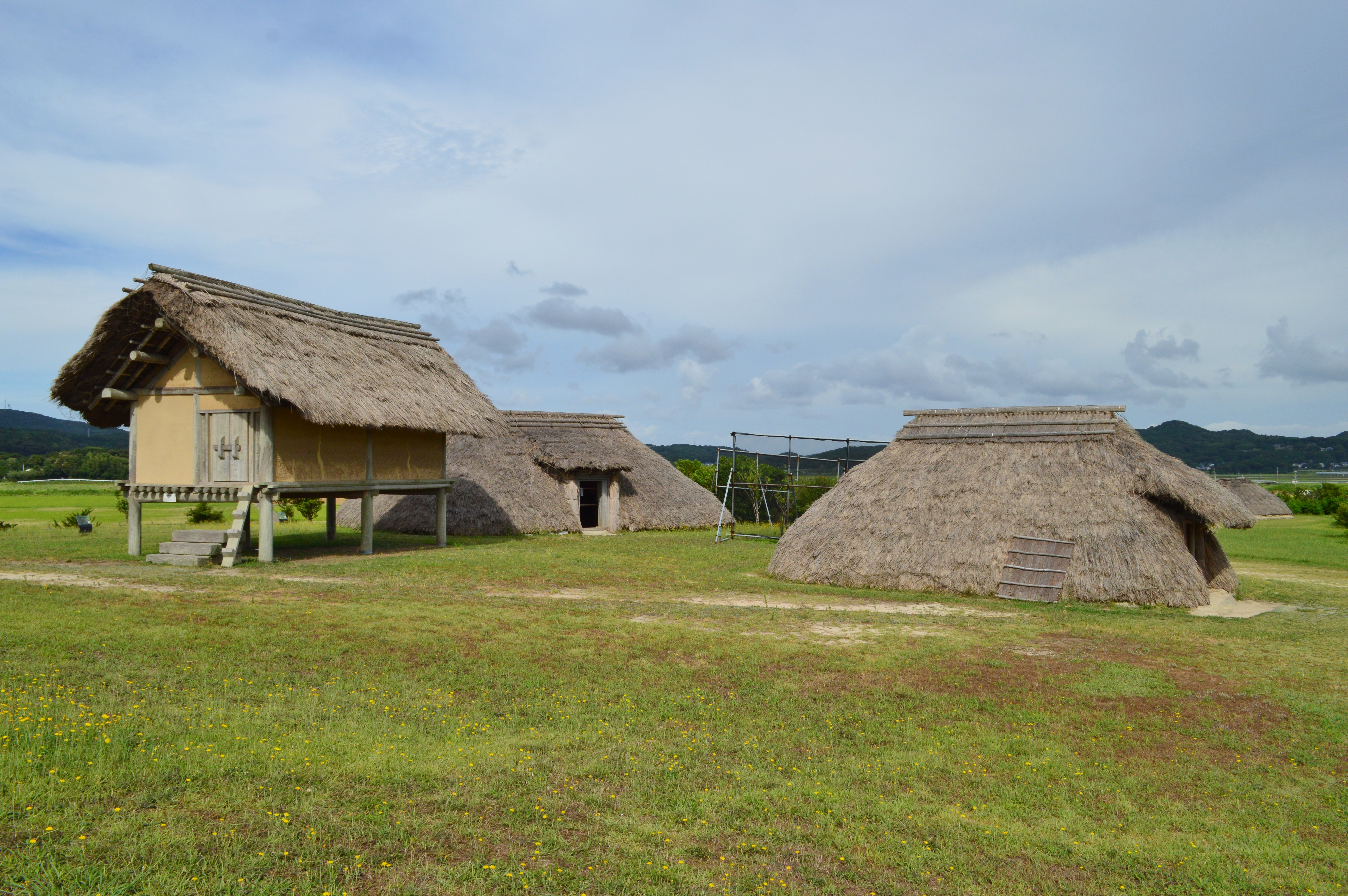
迎賓場
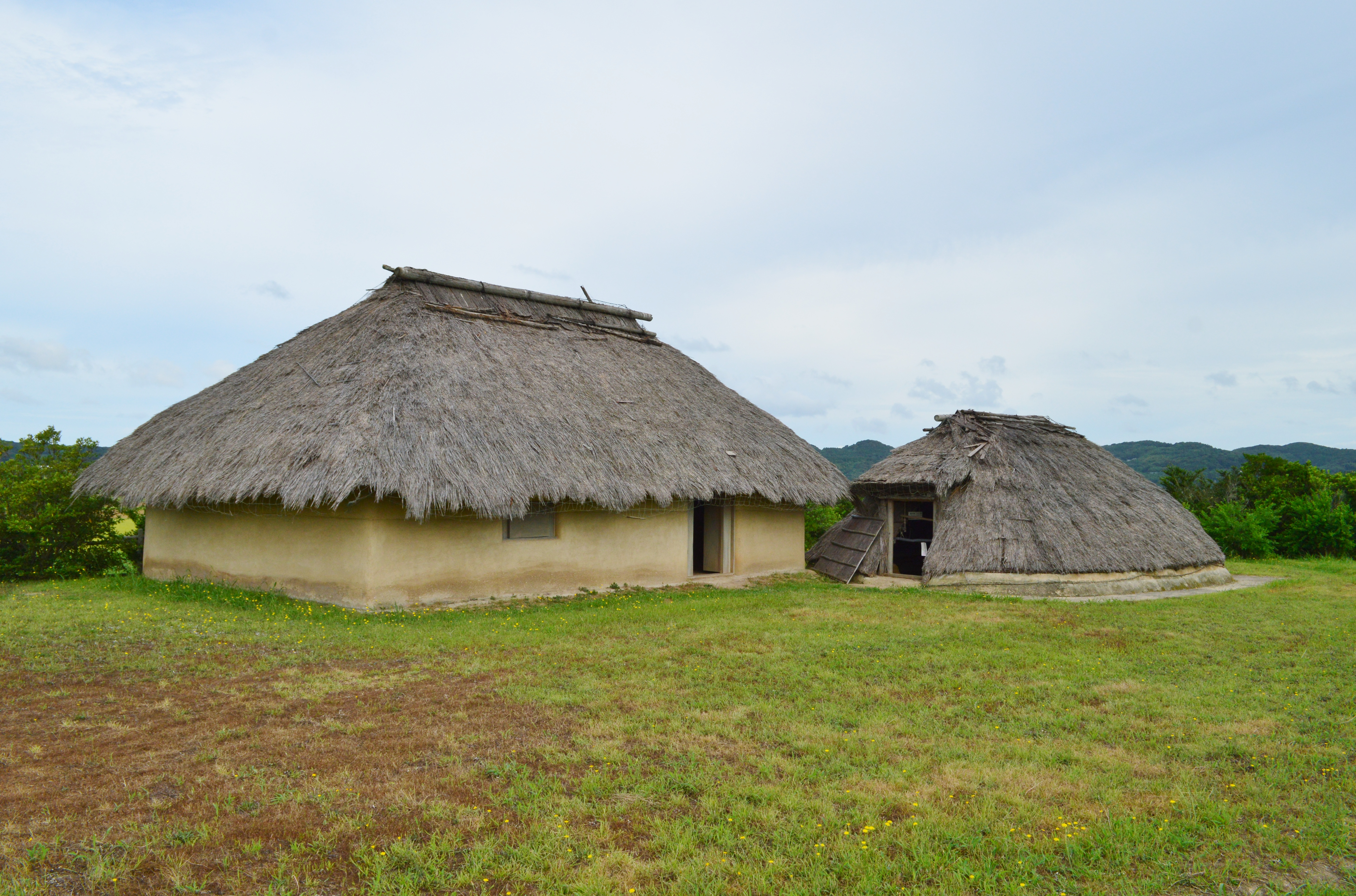
集会所・長老家
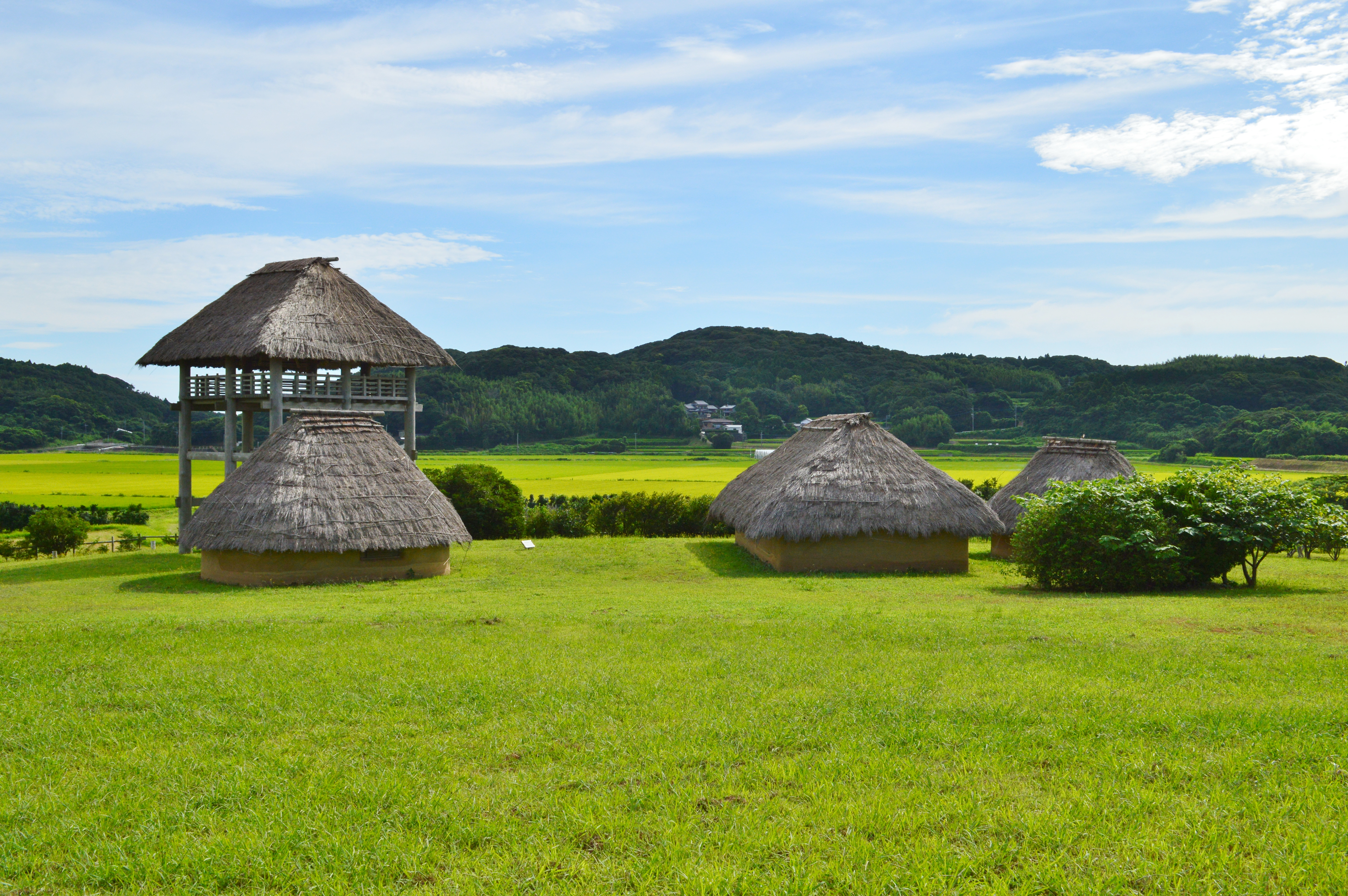
物見櫓と建物群
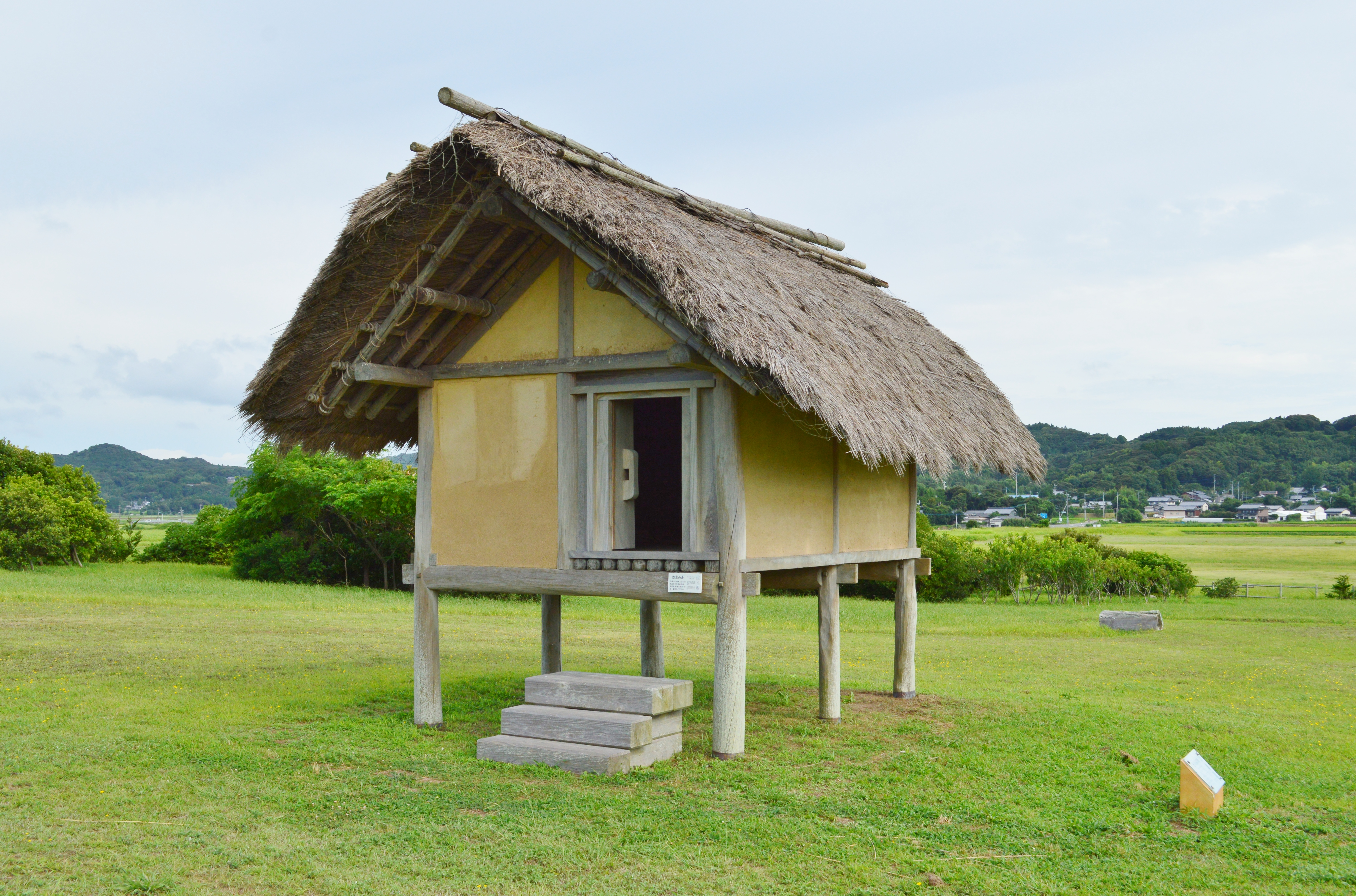
交易倉
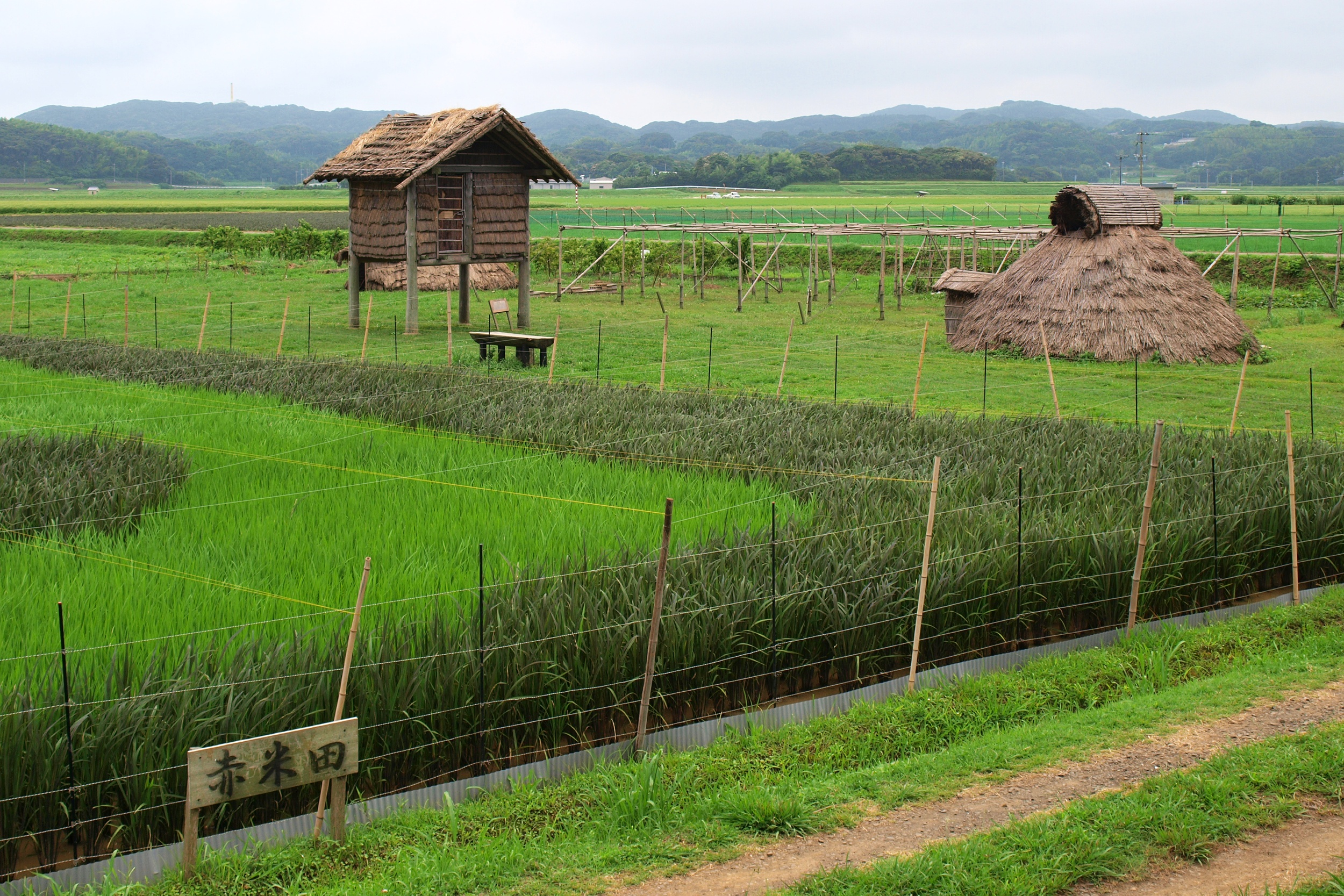
竪穴建物・復元赤米田